# 33941 Mouginot
33941 Mouginot è un asteroide della fascia principale. Scoperto nel 2000, presenta un'orbita caratterizzata da un semiasse maggiore pari a 2,220083 UA e da un'eccentricità di 0,121515, inclinata di 0,609936° rispetto all'eclittica. Ha un diametro di 2,539 km.